# کامیل دونسیو

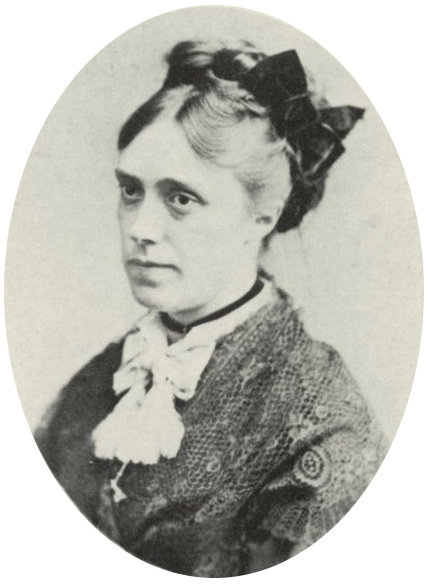
تصویر کامیل مونه به سال ۱۸۷۱

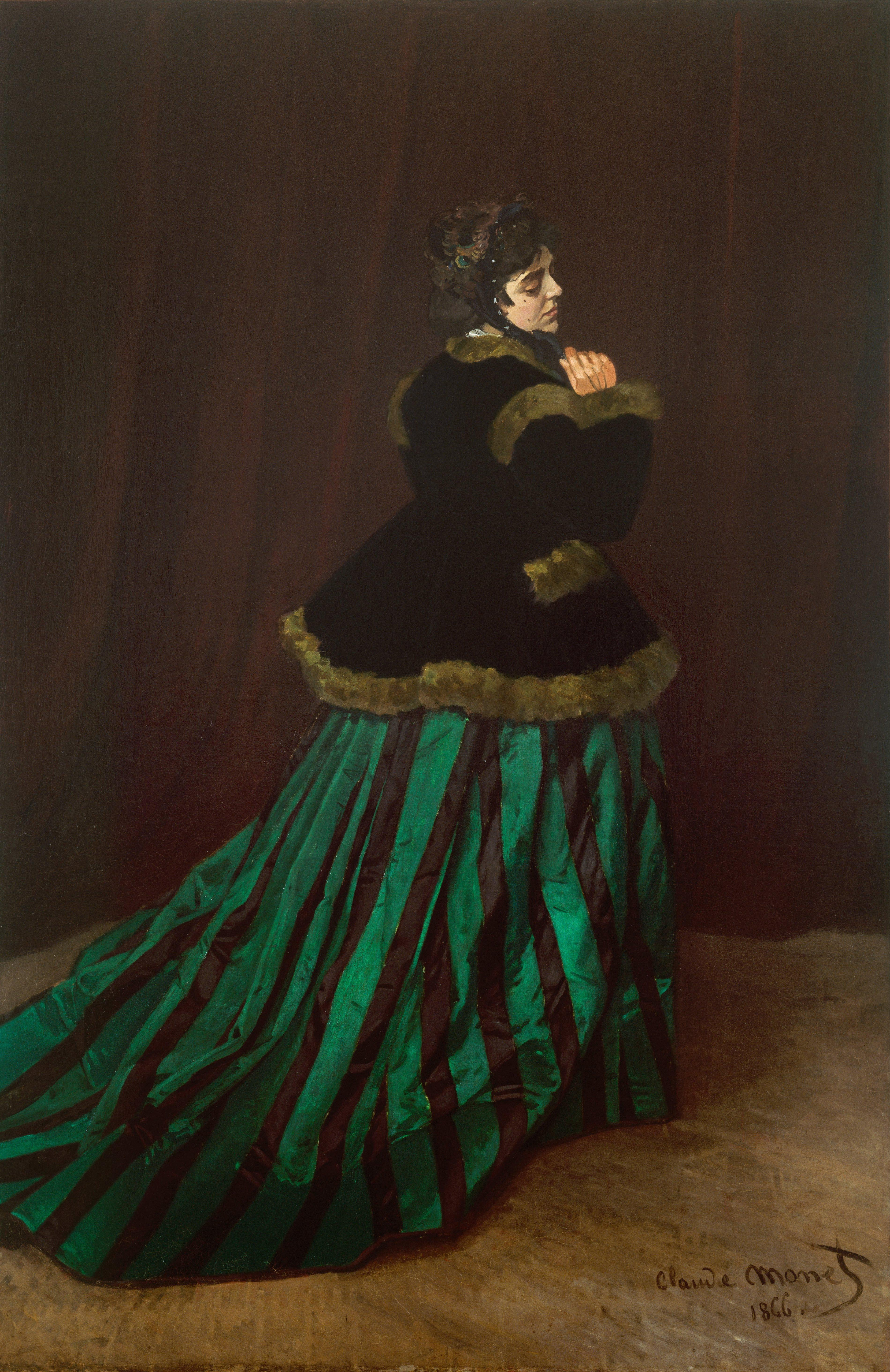
کامیل مونه در نقاشی مونه به نام زن در لباس سبز

کامیل دونسیو (انگلیسی: Camille Doncieux) (۱۵ ژانویه ۱۸۴۷ – ۵ سپتامبر ۱۸۷۹) اولین همسر نقاش و هنرمند امپرسیونیست فرانسه، کلود مونه بود، او موضوع و مدل تعدادی از نقاشی‌های مونه، پیر آگوست رنوآر و ادوارد مانه بود، کامیل از مونه صاحب ۲ فرزند پسر شد.

## زندگی
کامیل لئونه دونسیو، در شهر لا گیلوتره که امروزه بخشی از لیون فرانسه می‌باشد به سال ۱۵ ژانویه ۱۸۴۷ متولد شد، پدر او چارلز کلود دونسیو، یک تاجر بود. او با همسر و دختر خود کامیل به پاریس، نزدیک دانشگاه سوربن در اوایل دورهٔ امپراتوری دوم فرانسه نقل مکان کرد. چند سال پس از تولد خواهرش، ژیوینی فرانسوا در سال ۱۸۵۷ خانوادهٔ او به باتیگنول که در حال حاضر بخشی از منطقهٔ شمال غربی پاریس می‌باشد، نقل مکان کرد. باتینگول یک بخش و منطقهٔ محبوب هنرمندان آن زمان بود

## نگارخانه

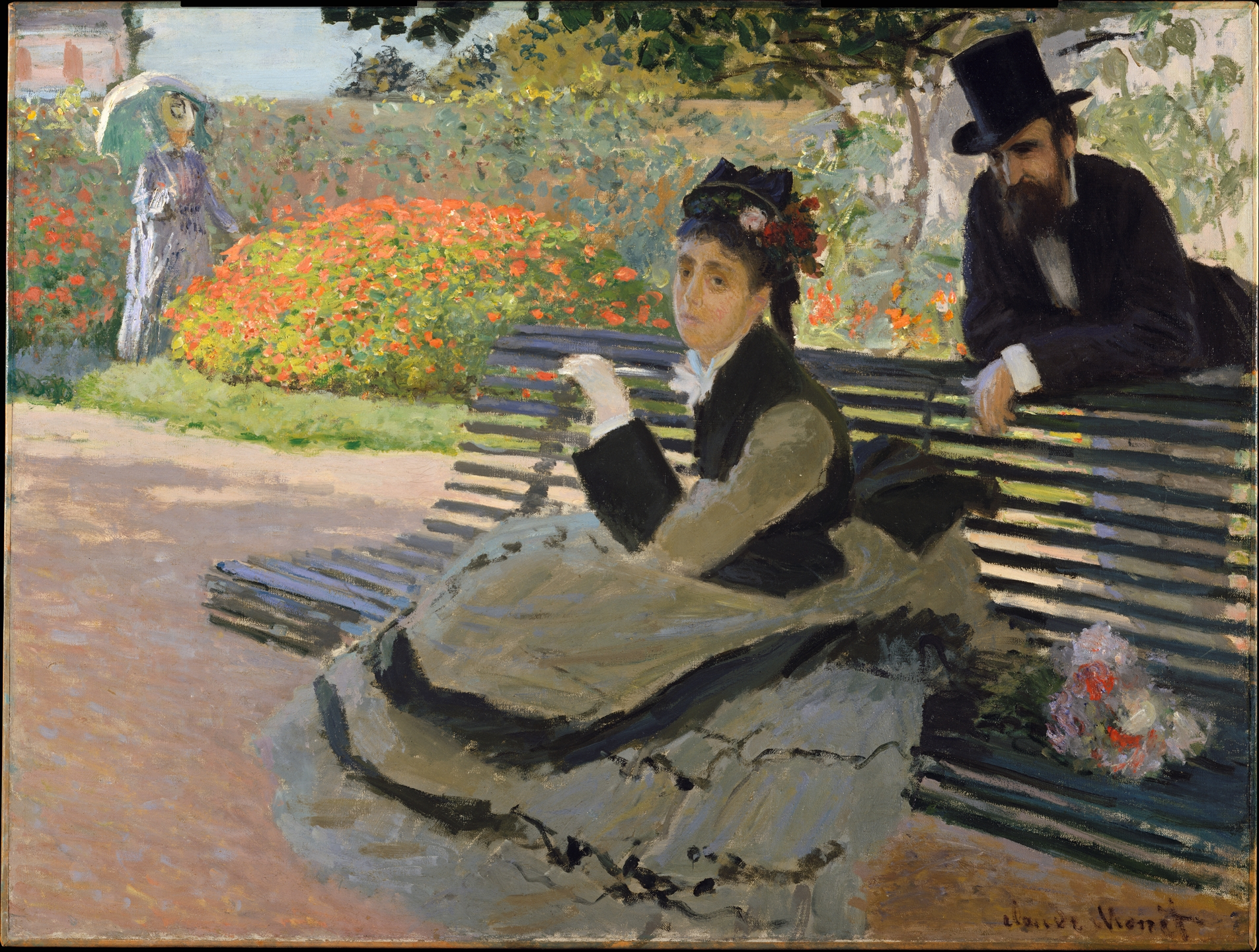
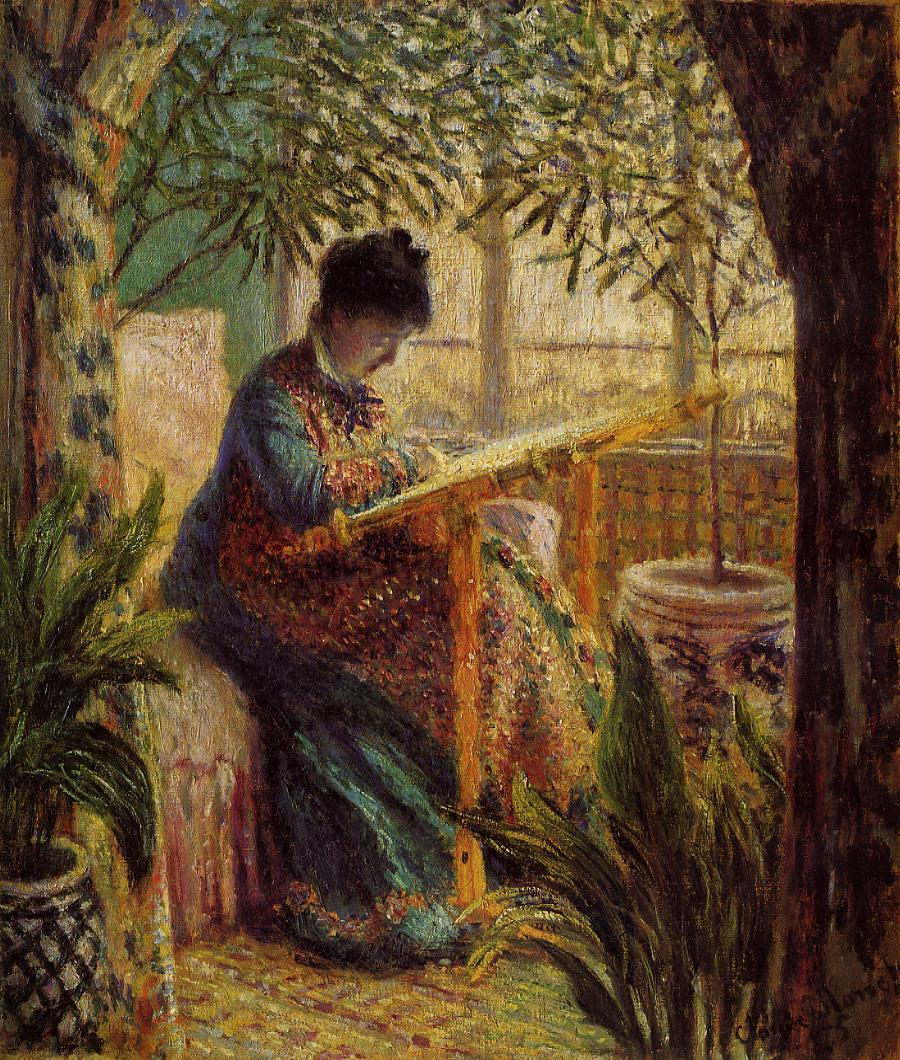
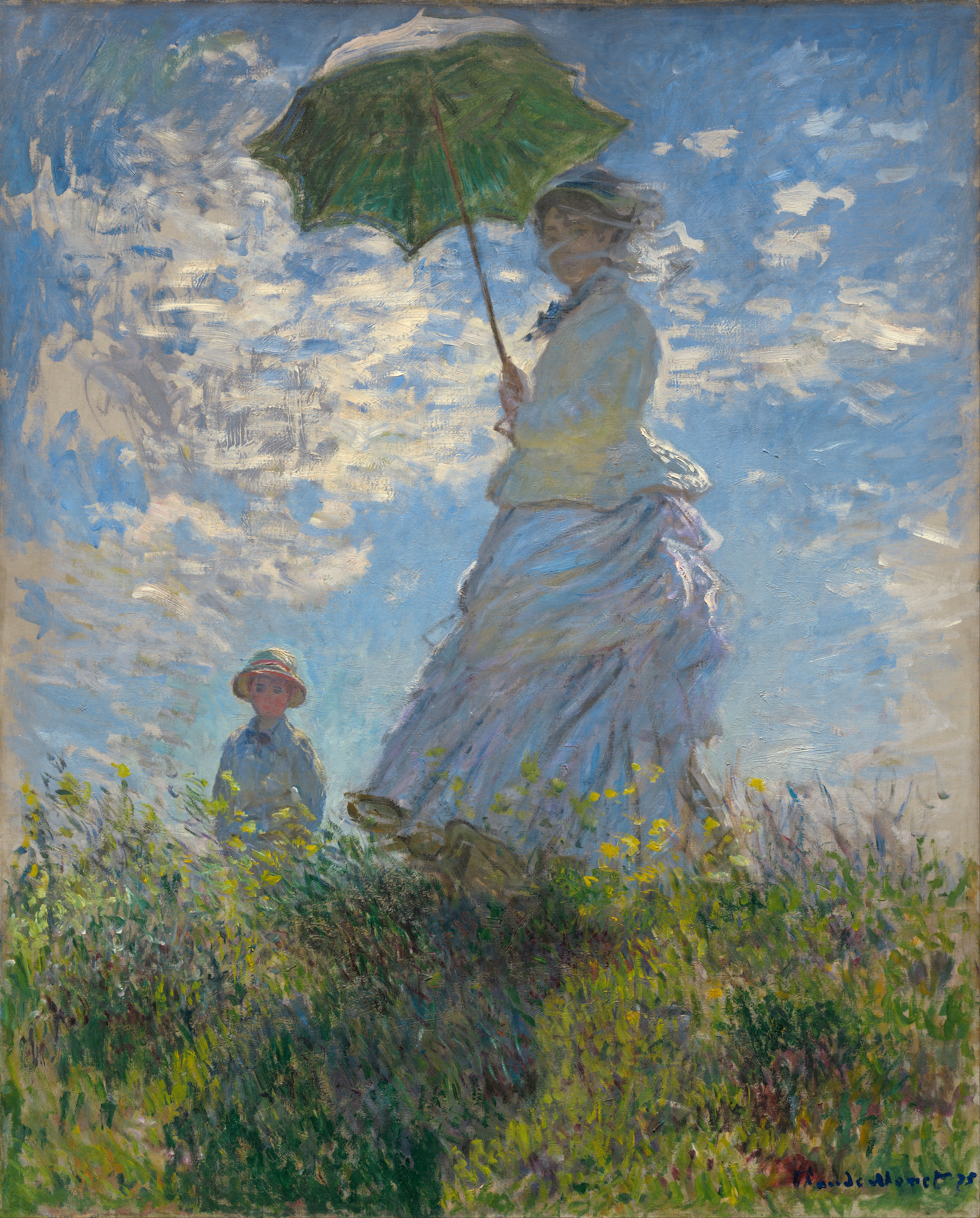